# Touit costaricensis
Il pappagallino fronterossa (Touit costaricensis Cory, 1913) è un uccello della famiglia degli Psittacidi. Caratterizzato da un evidente bordo alare rosso, con piumaggio generale verde e taglia attorno ai 17 cm, presenta una zona rossa sulla fronte e sotto l'occhio, dove il maschio ha anche una sfumatura azzurra, assente nella femmina, e un'ampia zona sotto l'ala rossa e gialla (il maschio ha più rosso rispetto alla femmina, mentre l'immaturo è quasi totalmente privo del rosso facciale). Vive in Costa Rica e a Panama.